# Bystrycia (obwód lwowski)
Bystrycia (ukr. Бистриця) – wieś na Ukrainie, w obwodzie lwowskim, w rejonie drohobyckim, w hromadzie Drohobycz. W 2001 roku liczyła 425 mieszkańców.
Do 1946 roku miejscowość nosiła nazwę Prusy (ukr. Пруси). 
Znajduje tu się przystanek kolejowy Nowoszyce, położony na linii Stryj – Sambor.